# Aphilopota fletcheriana
Aphilopota fletcheriana är en fjärilsart som beskrevs av Pierre E.L. Viette 1975. Aphilopota fletcheriana ingår i släktet Aphilopota och familjen mätare. Inga underarter finns listade i Catalogue of Life.